# Горін Євген Олександрович
Євге́н Олекса́ндрович Го́рін (1972—2023) — старший солдат збройних сил України, учасник російсько-української війни. Герой України (2025, посмертно).

## Життєпис
Народився 22 листопада 1972 року в Полтаві. Закінчив 24-ту загальноосвітню школу.
У 1990 році пройшов строкову військову службу. Працював електрозварювальником.
З початком повномасштабного російського вторгнення став до лав ТрО. Був снайпером 2 категорії у 116-й бригаді територіальної оборони.
Загинув 15 березня 2023 року на Донеччині.

## Нагороди
- Звання Герой України з удостоєнням ордена «Золота Зірка» (2 січня 2025, посмертно) — за особисту мужність і героїзм, виявлені у захисті державного суверенітету та територіальної цілісності України, самовіддане служіння Українському народові[2].
- Орден «За мужність» III ступеня (2023, посмертно) — за особисту мужність, виявлену у захисті державного суверенітету та територіальної цілісності України, самовіддане виконання військового обов'язку[3].

## Вшанування
На фасаді 24-ї загальноосвітньої школи міста Полтава встановлено меморіальну дошку.